# Eupileta subcaesia
Eupileta subcaesia là một loài bướm đêm trong họ Geometridae.